# Kunku
Kunku est un village du Cameroun situé dans le département du Manyu et la Région du Sud-Ouest, à proximité de la frontière avec le Nigeria. Il fait partie de la commune d'Akwaya.

## Population
Lors du recensement de 2005, le village comptait 324 habitants.
C'est l'une des rares localités où l'on parle le manta, une langue bantoïde méridionale en voie de disparition.